# Miami Open 2011 - Qualificazioni singolare maschile
Le qualificazioni del singolare maschile del Miami Open 2011 sono state un torneo di tennis preliminare per accedere alla fase finale della manifestazione. I vincitori dell'ultimo turno sono entrati di diritto nel tabellone principale. In caso di ritiro di uno o più giocatori aventi diritto a questi sono subentrati i lucky loser, ossia i giocatori che hanno perso nell'ultimo turno ma che avevano una classifica più alta rispetto agli altri partecipanti che avevano comunque perso nel turno finale.

## Giocatori

### Teste di serie
1. Grigor Dimitrov (qualificato)
2. Rainer Schüttler (qualificato)
3. Robert Kendrick (qualificato)
4. Dudi Sela (primo turno)
5. Brian Dabul (primo turno)
6. Michael Russell (qualificato)
7. Horacio Zeballos (primo turno)
8. Simone Bolelli (ultimo turno)
9. Illja Marčenko (primo turno)
10. Alejandro Falla (primo turno)
11. Igor' Kunicyn (qualificato)
12. Ryan Sweeting (qualificato)

1. Björn Phau (ultimo turno)
2. Michał Przysiężny (primo turno)
3. Arnaud Clément (primo turno)
4. Olivier Rochus (qualificato)
5. Marsel İlhan (qualificato)
6. João Souza (primo turno)
7. Julian Reister (ultimo turno)
8. Alex Bogomolov Jr. (qualificato)
9. Marinko Matosevic (ultimo turno)
10. Lukáš Rosol (ultimo turno)
11. Éric Prodon (ultimo turno)
12. Grega Žemlja (ultimo turno)

### Qualificati
1. Grigor Dimitrov
2. Rainer Schüttler
3. Robert Kendrick
4. Olivier Rochus
5. Donald Young
6. Michael Russell

1. Paolo Lorenzi
2. Alex Bogomolov Jr.
3. Marsel İlhan
4. Paul Capdeville
5. Igor' Kunicyn
6. Ryan Sweeting

## Tabellone qualificazioni

### Legenda
| - Q = Qualificato - WC = Wild card - LL = Lucky loser | - ALT = Alternate - SE = Special Exempt - PR = Protected Ranking | - w/o = Walkover - r = Ritirato - d = Squalificato |

### 1ª sezione
|  | Primo turno | Primo turno       | Primo turno       | Primo turno | Primo turno |  |  | Ultimo turno | Ultimo turno    | Ultimo turno    | Ultimo turno | Ultimo turno |  |
|  |             |                   |                   |             |             |  |  |              |                 |                 |              |              |  |
|  | 1           | Grigor Dimitrov   | Grigor Dimitrov   | 6           | 7           |  |  |              |                 |                 |              |              |  |
|  |             | Rik De Voest      | Rik De Voest      | 4           | 62          |  |  | 1            | Grigor Dimitrov | Grigor Dimitrov | 6            | 6            |  |
|  | WC          | Nicolás Massú     | Nicolás Massú     | 6           | 6           |  |  | WC           | Nicolás Massú   | Nicolás Massú   | 2            | 3            |  |
|  | 14          | Michał Przysiężny | Michał Przysiężny | 4           | 4           |  |  |              |                 |                 |              |              |  |

### 2ª sezione
|  | Primo turno | Primo turno      | Primo turno  | Primo turno | Primo turno |  |  | Ultimo turno | Ultimo turno     | Ultimo turno     | Ultimo turno | Ultimo turno |  |
|  |             |                  |              |             |             |  |  |              |                  |                  |              |              |  |
|  | 2           | Rainer Schüttler | 6            | 3           | 6           |  |  |              |                  |                  |              |              |  |
|  |             | Bobby Reynolds   | 1            | 6           | 4           |  |  | 2            | Rainer Schüttler | Rainer Schüttler | 6            | 6            |  |
|  |             | Iván Navarro     | Iván Navarro | 3           | 2           |  |  | 24           | Grega Žemlja     | Grega Žemlja     | 3            | 4            |  |
|  | 24          | Grega Žemlja     | Grega Žemlja | 6           | 6           |  |  |              |                  |                  |              |              |  |

### 3ª sezione
|  | Primo turno | Primo turno       | Primo turno       | Primo turno | Primo turno |  |  | Ultimo turno | Ultimo turno    | Ultimo turno | Ultimo turno | Ultimo turno |  |
|  |             |                   |                   |             |             |  |  |              |                 |              |              |              |  |
|  | 3           | Robert Kendrick   | Robert Kendrick   | 6           | 7           |  |  |              |                 |              |              |              |  |
|  |             | Franko Škugor     | Franko Škugor     | 2           | 63          |  |  | 3            | Robert Kendrick | 6            | 7            | 6            |  |
|  | WC          | Alexander Domijan | Alexander Domijan | 2           | 3           |  |  | 19           | Julian Reister  | 7            | 5            | 0            |  |
|  | 19          | Julian Reister    | Julian Reister    | 6           | 6           |  |  |              |                 |              |              |              |  |

### 4ª sezione
|  | Primo turno | Primo turno    | Primo turno    | Primo turno | Primo turno |  |  | Ultimo turno | Ultimo turno   | Ultimo turno | Ultimo turno | Ultimo turno |  |
|  |             |                |                |             |             |  |  |              |                |              |              |              |  |
|  | 4           | Dudi Sela      | Dudi Sela      | 1           | 4           |  |  |              |                |              |              |              |  |
|  |             | Tim Smyczek    | Tim Smyczek    | 6           | 6           |  |  |              | Tim Smyczek    | 4            | 6            | 2            |  |
|  |             | Flavio Cipolla | Flavio Cipolla | 3           | 2           |  |  | 16           | Olivier Rochus | 6            | 3            | 6            |  |
|  | 16          | Olivier Rochus | Olivier Rochus | 6           | 6           |  |  |              |                |              |              |              |  |

### 5ª sezione
|  | Primo turno | Primo turno    | Primo turno    | Primo turno | Primo turno |  |  | Ultimo turno   | Ultimo turno   | Ultimo turno | Ultimo turno | Ultimo turno |  |
|  |             |                |                |             |             |  |  |                |                |              |              |              |  |
|  | 5           | Brian Dabul    | Brian Dabul    | 63          | 1           |  |  |                |                |              |              |              |  |
|  |             | Frank Dancevic | Frank Dancevic | 7           | 6           |  |  | Frank Dancevic | Frank Dancevic | 1            | 6            | 5            |  |
|  |             | Donald Young   | 2              | 6           | 6           |  |  | Donald Young   | Donald Young   | 6            | 1            | 7            |  |
|  | 15          | Arnaud Clément | 6              | 3           | 2           |  |  |                |                |              |              |              |  |

### 6ª sezione
|  | Primo turno | Primo turno       | Primo turno       | Primo turno | Primo turno |  |  | Ultimo turno | Ultimo turno      | Ultimo turno      | Ultimo turno | Ultimo turno |  |
|  |             |                   |                   |             |             |  |  |              |                   |                   |              |              |  |
|  | 6           | Michael Russell   | Michael Russell   | 6           | 6           |  |  |              |                   |                   |              |              |  |
|  |             | Stéphane Bohli    | Stéphane Bohli    | 4           | 4           |  |  | 6            | Michael Russell   | Michael Russell   | 6            | 6            |  |
|  | WC          | Jordan Cox        | Jordan Cox        | 0           | 2           |  |  | 21           | Marinko Matosevic | Marinko Matosevic | 2            | 2            |  |
|  | 21          | Marinko Matosevic | Marinko Matosevic | 6           | 6           |  |  |              |                   |                   |              |              |  |

### 7ª sezione
|  | Primo turno | Primo turno             | Primo turno             | Primo turno | Primo turno |  |  | Ultimo turno            | Ultimo turno            | Ultimo turno | Ultimo turno | Ultimo turno |  |
|  |             |                         |                         |             |             |  |  |                         |                         |              |              |              |  |
|  | 7           | Horacio Zeballos        | Horacio Zeballos        | 2           | 2           |  |  |                         |                         |              |              |              |  |
|  |             | Daniel Muñoz de la Nava | Daniel Muñoz de la Nava | 6           | 6           |  |  | Daniel Muñoz de la Nava | Daniel Muñoz de la Nava | 7            | 4            | 2            |  |
|  |             | Paolo Lorenzi           | Paolo Lorenzi           | 6           | 6           |  |  | Paolo Lorenzi           | Paolo Lorenzi           | 5            | 6            | 6            |  |
|  | 18          | João Souza              | João Souza              | 4           | 2           |  |  |                         |                         |              |              |              |  |

### 8ª sezione
|  | Primo turno | Primo turno        | Primo turno        | Primo turno | Primo turno |  |  | Ultimo turno | Ultimo turno       | Ultimo turno | Ultimo turno | Ultimo turno |  |
|  |             |                    |                    |             |             |  |  |              |                    |              |              |              |  |
|  | 8           | Simone Bolelli     | Simone Bolelli     | 6           | 6           |  |  |              |                    |              |              |              |  |
|  |             | Izak van der Merwe | Izak van der Merwe | 2           | 3           |  |  | 8            | Simone Bolelli     | 7            | 2            | 3            |  |
|  | WC          | Jesse Levine       | 5                  | 6           | 3           |  |  | 20           | Alex Bogomolov Jr. | 610          | 6            | 6            |  |
|  | 20          | Alex Bogomolov Jr. | 7                  | 3           | 6           |  |  |              |                    |              |              |              |  |

### 9ª sezione
|  | Primo turno | Primo turno    | Primo turno | Primo turno | Primo turno |  |  | Ultimo turno | Ultimo turno | Ultimo turno | Ultimo turno | Ultimo turno |  |
|  |             |                |             |             |             |  |  |              |              |              |              |              |  |
|  | 9           | Illja Marčenko | 6           | 3           | 3           |  |  |              |              |              |              |              |  |
|  |             | Robert Farah   | 1           | 6           | 6           |  |  |              | Robert Farah | 4            | 7            | 5            |  |
|  |             | Matthew Ebden  | 6           | 3           | 4           |  |  | 17           | Marsel İlhan | 6            | 5            | 7            |  |
|  | 17          | Marsel İlhan   | 1           | 6           | 6           |  |  |              |              |              |              |              |  |

### 10ª sezione
|  | Primo turno | Primo turno     | Primo turno     | Primo turno | Primo turno |  |  | Ultimo turno | Ultimo turno    | Ultimo turno    | Ultimo turno | Ultimo turno |  |
|  |             |                 |                 |             |             |  |  |              |                 |                 |              |              |  |
|  | 10          | Alejandro Falla | Alejandro Falla | 5           | 65          |  |  |              |                 |                 |              |              |  |
|  |             | Paul Capdeville | Paul Capdeville | 7           | 7           |  |  |              | Paul Capdeville | Paul Capdeville | 6            | 6            |  |
|  |             | Igor Sijsling   | 6               | 2           | 2           |  |  | 13           | Björn Phau      | Björn Phau      | 4            | 3            |  |
|  | 13          | Björn Phau      | 4               | 6           | 6           |  |  |              |                 |                 |              |              |  |

### 11ª sezione
|  | Primo turno | Primo turno      | Primo turno      | Primo turno | Primo turno |  |  | Ultimo turno | Ultimo turno  | Ultimo turno  | Ultimo turno | Ultimo turno |  |
|  |             |                  |                  |             |             |  |  |              |               |               |              |              |  |
|  | 11          | Igor' Kunicyn    | Igor' Kunicyn    | 6           | 6           |  |  |              |               |               |              |              |  |
|  |             | Carsten Ball     | Carsten Ball     | 1           | 1           |  |  | 11           | Igor' Kunicyn | Igor' Kunicyn | 6            | 7            |  |
|  |             | Carlos Salamanca | Carlos Salamanca | 2           | 0           |  |  | 23           | Éric Prodon   | Éric Prodon   | 3            | 5            |  |
|  | 23          | Éric Prodon      | Éric Prodon      | 6           | 6           |  |  |              |               |               |              |              |  |

### 12ª sezione
|  | Primo turno | Primo turno          | Primo turno          | Primo turno | Primo turno |  |  | Ultimo turno | Ultimo turno  | Ultimo turno  | Ultimo turno | Ultimo turno |  |
|  |             |                      |                      |             |             |  |  |              |               |               |              |              |  |
|  | 12          | Ryan Sweeting        | Ryan Sweeting        | 7           | 6           |  |  |              |               |               |              |              |  |
|  |             | Juan Sebastián Cabal | Juan Sebastián Cabal | 64          | 2           |  |  | 12           | Ryan Sweeting | Ryan Sweeting | 6            | 6            |  |
|  | WC          | Gastão Elias         | Gastão Elias         | 5           | 3           |  |  | 22           | Lukáš Rosol   | Lukáš Rosol   | 4            | 1            |  |
|  | 22          | Lukáš Rosol          | Lukáš Rosol          | 7           | 6           |  |  |              |               |               |              |              |  |